# Kamerun-Potto
Der Kamerun-Potto (Perodicticus edwardsi, Syn.: P. faustus Thomas, 1910) ist eine Primatenart aus der Familie der Loris (Lorisidae). Sie kommt vom Ostufer des Nigerunterlaufs (südlich der Benuemündung) bis zum Westufer des Kongo und damit im Südosten Nigerias (etwa das Territorium des ehemaligen Biafra), in Süd- und Zentralkamerun, in Äquatorialguinea, Gabun und der Republik Kongo vor. Der Kamerun-Potto wurde ursprünglich als Unterart des Potto klassifiziert, aber molekulargenetische Untersuchungen zeigen, dass es sich um eine eigenständige Art handelt. Er wurde zu Ehren des französischen Zoologen Alphonse Milne-Edwards benannt, wird im englischen Milne-Edward’s Potto und im französischen und spanischen Potto de Milne-Edwards genannt. 

## Merkmale
Der Kamerun-Potto erreicht eine Kopf-Rumpf-Länge von 32 bis 40 cm und ein Gewicht von 1 bis 1,6 kg und ist damit die größte der drei Pottoarten. Der Schwanz ist mit einer durchschnittlichen Länge von 10 cm doppelt so lang wie der der beiden anderen Pottoarten. Das Fell ist variabel gefärbt, auf der Rückenseite zimtbraun bis orange und auf der Bauchseite heller. Vom Hinterkopf bis hinunter zwischen die Schulterblätter besitzt der Kamerun-Potto lange schwarze Tasthaare. Die Zähne sind größer als die des westafrikanischen Potto (Perodicticus potto). Das Erscheinungsbild der Art zeigt eine große Variabilität und es könnte sein, dass sie in Zukunft in Unterarten unterteilt wird.

## Lebensweise
Der Kamerun-Potto ist nachtaktiv und lebt in Sumpfwäldern, Regenwäldern und Bergregenwäldern bis in Höhen von 1500 Metern. In Kamerun wurde er meist in Höhen von 6 bis 10 Metern über dem Erdboden beobachtet, in Gabun in Höhen von 5 bis 30 Metern. Er ist ein geschickter Kletterer. In Kamerun wurden Kamerun-Pottos mit Sendern versehen und ihre Aktivitäten aufgezeichnet. Dabei wurde festgestellt, dass sich Männchen in einer Nacht über eine Entfernung von 1330 bis 6440 Metern fortbewegen, während die Werte bei Weibchen zwischen 951 und 3290 Metern liegen. In Gabun sind die Reviere der Weibchen im Durchschnitt 7,5 ha groß, die der Männchen können deutlich größer werden und erreichen 17,8 bis 40 ha. Am Kupe, einem erloschener Schichtvulkan in Kamerun, sind die Reviere beider Geschlechter mit knapp über 30 ha dagegen gleich groß. Die großen Reviere der Männchen können sich mit den Revieren von einem bis drei Weibchen überlappen. Bei der Kommunikation zwischen den Tieren haben Lautäußerungen keine große Bedeutung, stattdessen werden Duftmarken (Urin und Genitalsekret) gesetzt.

## Ernährung
Hauptbestandteil der Ernährung sind reife Früchte. Außerdem werden auch Nektar, Baumsäfte, Insekten, Spinnen, Tausend- und Hundertfüßer, kleine Frösche, Vogeleier, Jungvögel, kleine Fledermäuse und Schnecken, darunter die große Tigerachatschnecke (Achatina achatina) gefressen. Zu den konsumierten Insekten gehören Motten, Ameisen, Heuschrecken, Raupen, Käfer und Käferlarven. Letztere werden vor allem in Ölpalmen (Elaeis guineensis) gesammelt. Zur Nahrungssuche geht der Kamerun-Potto auch auf den Boden. Während der Trockenzeit können Baumsäfte in manchen Gegenden bis zu 60 % zur Ernährung beitragen.

## Fortpflanzung
Der Kamerun-Potto vermehrt sich das ganze Jahr über, in einigen Gebieten gibt es allerdings eine Häufung von Geburten zu bestimmten Jahreszeiten. Dies scheint vom Nahrungsangebot abhängig zu sein. Der Menstruationszyklus der Weibchen dauert 38 Tage. Nach einer Tragzeit von 193 bis 205 Tagen wird meist ein einzelnes, etwa 50 g schweres Jungtier geboren, Zwillinge sind selten. Die Jungtiere sind weiß und können blaue Augen haben. Sie halten sich am Bauch der Mutter fest und werden von ihr herumgetragen, bis sie 3 bis 4 Monate alt sind. Danach reiten sie auf dem Rücken der Mutter, klettern ihr hinterher oder werden in einer Astgabel abgesetzt, während die Mutter frisst. Während einer Trennung halten Mutter und Jungtiere über Rufe Kontakt zueinander. Die Jungtiere werden nach 120 bis 180 Tagen entwöhnt, werden nach 6 bis 8 Monaten selbständig und mit einem Alter von 18 Monaten geschlechtsreif. Das Weibchen bekommt nach 12 bis 13 Monaten ihr nächstes Jungtier.

## Gefährdung
Der Kamerun-Potto ist weit verbreitet, nicht selten und wird von der International Union for Conservation of Nature and Natural Resources (IUCN) als „nicht gefährdet“ eingestuft. Er kommt in acht Schutzgebieten vor, unter anderem im Cross-River-Nationalpark in Nigeria, im Korup-Nationalpark in Kamerun und im Nationalpark Salonga im Kongo.